# Moresnet
|  | Per a altres significats, vegeu «Moresnet (desambiguació)». |

Moresnet (en alemany Alt Moresnet, en ripuàric Moresent) és un antic municipi de Bèlgica a la vall del Geul que el 1977 va fusionar-se amb Plombières.

## Història
Fins a la fi de l'antic règim, l'entitat era un feu molt més llarg dins del Jutjat de Montzen del ducat de Limburg. Després del congrés de Viena el 1815, Prússia i el Regne Unit dels Països Baixos van dividir-lo en tres parts: els nuclis Alt Moresnet (Alt = alemany per vell) i Eikchen (Moresnet-Chapelle) van esdevenir territori neerlandès, Neutral Moresnet va esdevenir un condomini neutral d'ambdós estats, i Neu-Moresnet (neu = nou) va esdevenir territori prussià. El 1830, el territori passà a Bèlgica.

## Llengua
La llengua històrica del territori era la versió limburguesa del baix alemany. Durant el període belga, el poble a poc a poc va francesitzar-se, tot i que molta gent encara parla un dialecte germànic. La història germànica del poble est troba encara en molts topònims: Bambusch, Langhaag, Marveld, Cosenbergerheydt, Bempt… 
Avui, el poble pertany a la Comunitat Francesa de Bèlgica.

## Monuments i llocs d'interès

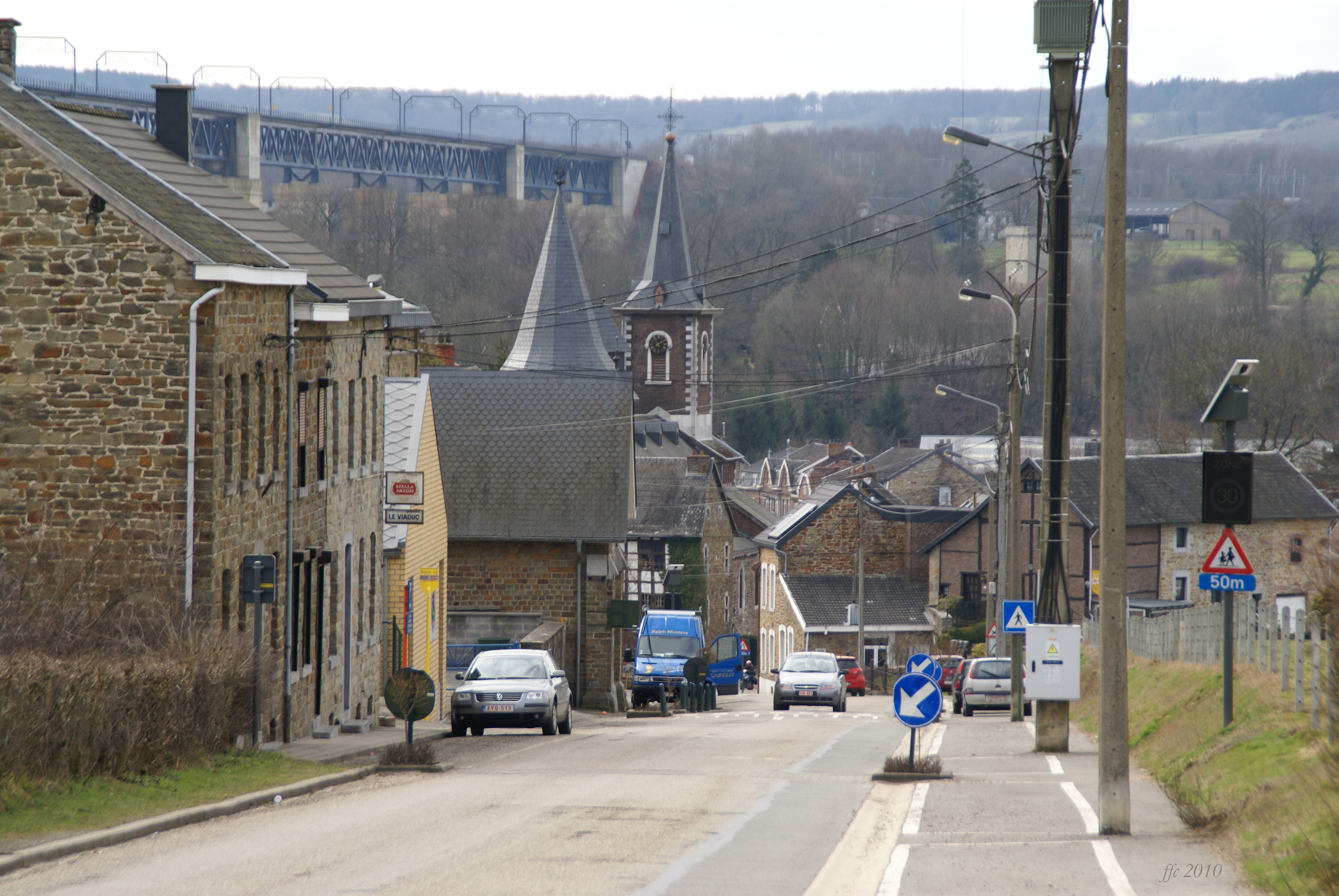
Panorama i viaducte
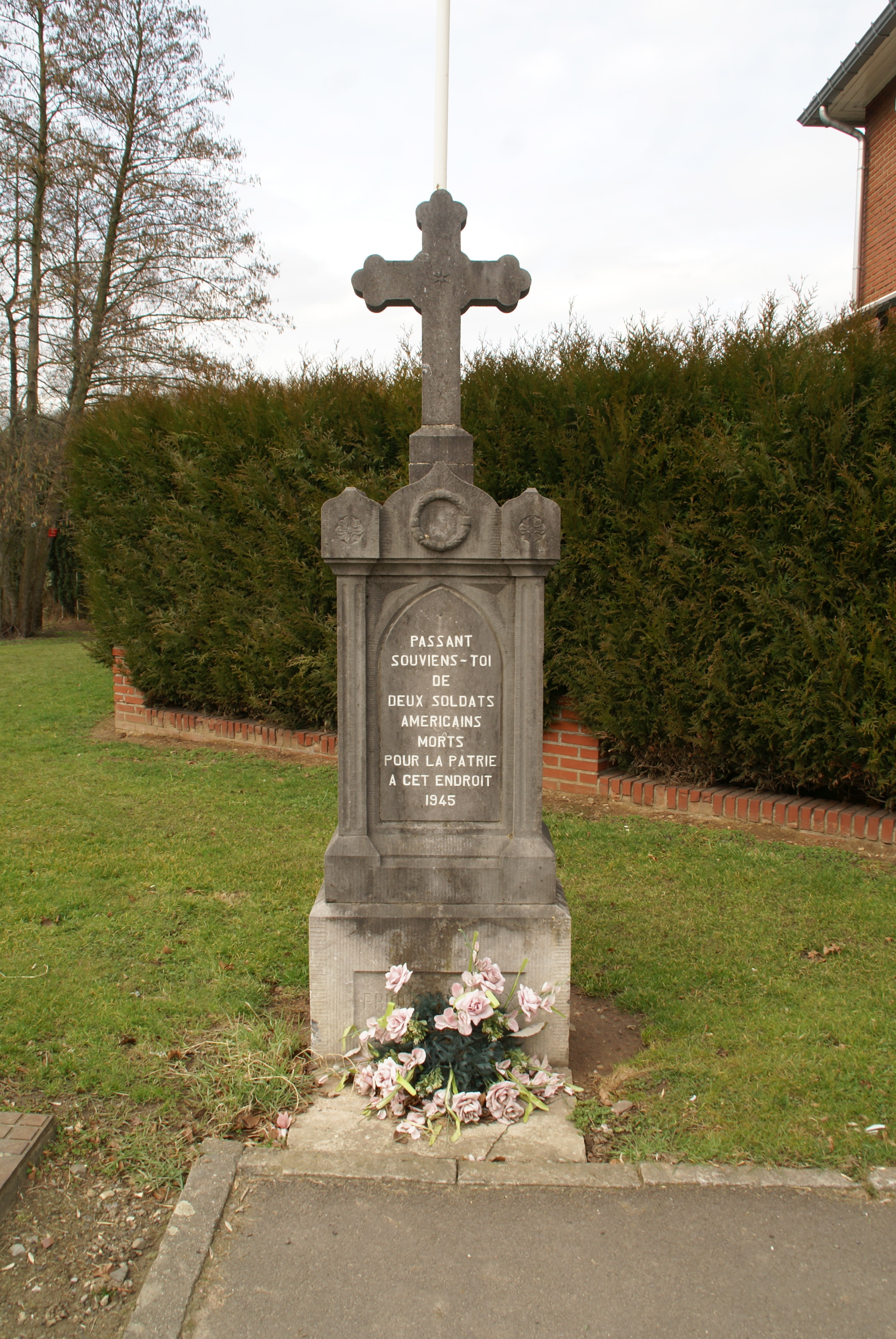
Monument per dos soldats americans morts vers la fi de la Segona Guerra Mundial
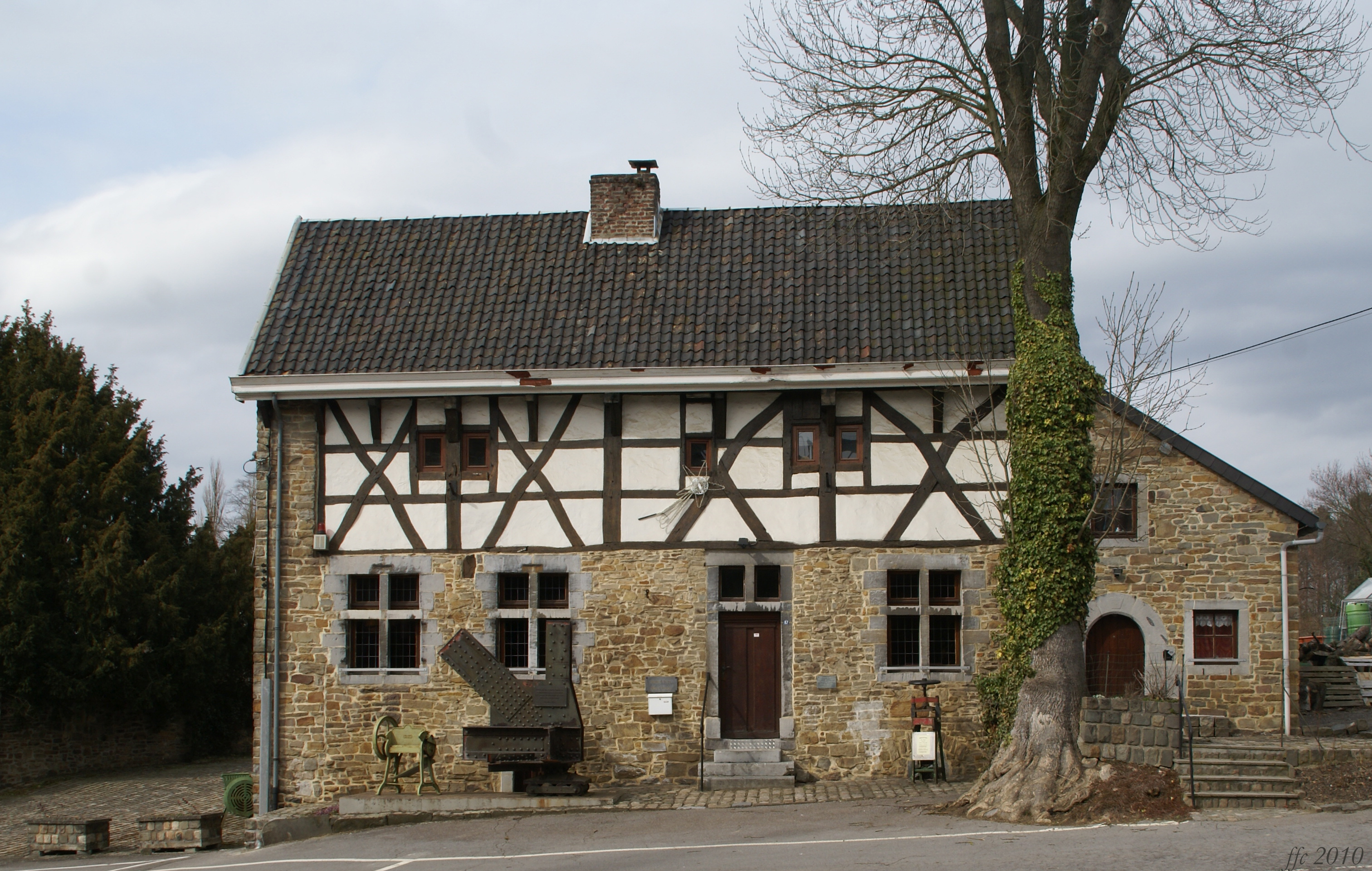
El museu d'història local en una antiga casa amb pis d'entramat de fusta
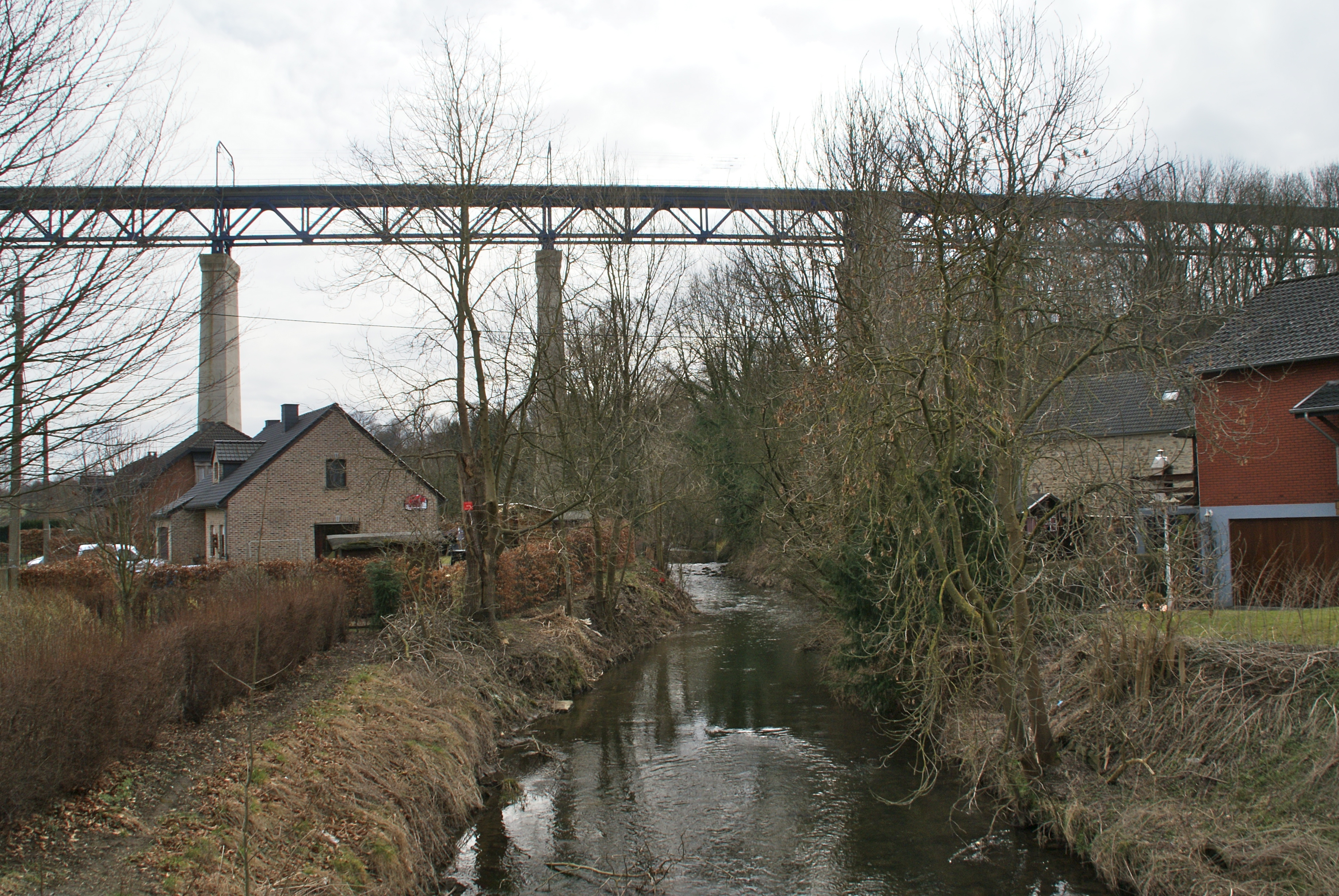
El Geul i el viaducte ferroviari

- El museu d'història local Maison du territoire
- L'església de Sant Remigi
- El viaducte ferroviari
- El castell d'Arensberg
- El castell de Bempt
- Les ruïnes del castell fortificat de Schimper